# Calophyllum havilandii
Calophyllum havilandii es una especie de plantas con flor en la familia Clusiaceae.
Es endémica de Borneo.

## Taxonomía
Calophyllum havilandii fue descrita por Peter Francis Stevens y publicado en Journal of the Arnold Arboretum 61: 450. 1980.
Etimología
Calophyllum: nombre genérico que deriva  del griego kalos, "bello", y phyllon, "hoja" y que significa "hoja bella",
havilandii: epíteto otorgado en honor del botánico inglés George Darby Haviland.